# NGC 475

NGC 475

في الفهرس العام الجديد NGC 475 هي مجرة محدبة خافتة من القدر 15.0 في كوكبة الحوت. اكتشفت المجرة من قبل الفلكي ألبرت مارث في 3 نوفمبر 1864 ورصدها أيضا غيوم بيغوردان في 12 أكتوبر 1888 ووضعها تحت التعين IC 97 . تقع مجرة NGC 475 على مسافة تقدر حوالي 750 مليون سنة ضوئية من الأرض ويبلغ قطرها حوالي 125 ألف سنة ضوئية.

## وصلات خارجية
- NGC 475 على موقع ويكي سكاي: DSS2, SDSS, GALEX, IRAS, Hydrogen α, X-Ray, Astrophoto, Sky Map, Articles and images